# Винный крем
Винный крем — десертный крем с добавлением вина, преимущественно белого. Существует в европейской кухне в различных региональных вариантах под разными названиями, в том числе итальянский сабайон, французский шодо, немецкий десерт Вельфов, английский силлабаб. Винный крем подают охлаждённым и сервируют обычно с сезонными фруктами, например, с обваленными в сахарной пудре виноградными ягодами. Винным кремом также пропитывают коржи тортов.
Винный крем на белом вине готовят со взбитыми с сахаром яичными желтками, приправленными обычно лимонной цедрой и ванилью, которые при постоянном помешивании доводят до кипения на медленном огне, постепенно добавляя вино. В качестве загустителя в винном креме используется желатин или агар-агар, иногда крахмал. В загустевший крем аккуратно подмешивают взбитые сливки. Готовый винный крем разливают по порционным бокалам и охлаждают в холодильнике.